# Marindvor
Marindvor – wieś w Chorwacji, w żupanii pożedzko-slawońskiej, w mieście Požega. W 2011 roku liczyła 116 mieszkańców.